# Södra Knapptjärnen
Södra Knapptjärnen är en sjö i Hedemora kommun i Dalarna och ingår i Norrströms huvudavrinningsområde. Sjön är 6,2 meter djup, har en yta på 0,157 kvadratkilometer och befinner sig 179,1 meter över havet.

## Delavrinningsområde
Södra Knapptjärnen ingår i det delavrinningsområde (667408-150077) som SMHI kallar för Inloppet i Dammsjön. Medelhöjden är 194 meter över havet och ytan är 36,7 kvadratkilometer. Det finns inga avrinningsområden uppströms utan avrinningsområdet är högsta punkten. Vattendraget som avvattnar avrinningsområdet har biflödesordning 5, vilket innebär att vattnet flödar genom totalt 5 vattendrag innan det når havet efter 230 kilometer. Avrinningsområdet består mestadels av skog (79 procent). Avrinningsområdet har 2,76 kvadratkilometer vattenytor vilket ger det en sjöprocent på 7,5 procent.